# I Love You, Suzanne
I Love You, Suzanne è un brano musicale scritto dall'artista statunitense Lou Reed e pubblicato come singolo, estratto dall'album New Sensations, nel 1984.

## Descrizione
Fu l'unico dei tre singoli estratti dal disco ad entrare in classifica, raggiungendo la posizione numero 78 nella britannica UK Singles Chart. Il video musicale della canzone fu trasmesso ad alta rotazione da MTV.
Anni dopo la pubblicazione del brano, il bassista Fernando Saunders affermò che era stato Robert Quine a  comporre il riff di chitarra di I Love You, Suzanne in studio mentre la band stava registrando. Sentendo il riff di Quine, Reed scrisse il testo della canzone, ma si rifiutò di concedere a Quine i co-diritti per la composizione della traccia, escludendolo quindi dai diritti d'autore, il che aggiunse ulteriore tensione alla loro relazione dell'epoca.
Tuttavia, Lou Reed raccontò una versione diversa dei fatti: «Devo avere avuto quel riff che mi ronzava in testa da sei mesi. È solo un semplice accordo di RE perché per quello che mi interessa, non hai bisogno di molti accordi. È uscito fuori in piena regola, ed è sempre stato così. Mi sono seduto a suonare quel riff per sei mesi perché sono capace di sedermi e suonare un riff per ore, e poi mi sono detto: "Beh, è così semplice, perché non usarlo?"»

## Tracce
vinile 7"
1. I Love You, Suzanne
2. Vicious

vinile 12"
1. I Love You, Suzanne
2. Vicious
3. Walk on the Wild Side